# Джагри
Джагри (Джахри, Джехри, азерб. Cəhri) — посёлок (до 19 июня 2020 года село) в Бабекском районе Нахичеванской Автономной Республике в Азербайджане. Расположено к северу от города Нахичевань, на левом берегу реки Джагричай.

## История
В XIII веке в числе других земель село было передано атабеком государства Ильдегизидов в правление армянскому князю Липариту (сыну Эликума Орбеляна). Липарит в свою очередь сделал поселение своим местом пребывания. Во время пребывания региона в составе России село находилось в составе Нахичеванского уезда Эриванской губернии. Согласно изданному в 1865 году «Географическо-статистическому словарю Российской империи» в селе сохранились 2 армянские церкви. Одна из которых была повреждена землетрясением.
19 июня 2020 года согласно закону "о частичном изменении административно-территориального деления Бабекского района Нахчыванской Автономной Республики" селу Джахри в составе сельского административно-территориального округа Джахри был присвоен статус посёлка.

## Население
По данным «Свода статистических данных о населении Закавказского края» на 1893 год в селе насчитывалось: азербайджанцев (в источнике «татар») — 2018 человек; армян — 1101 человек. Согласно «Энциклопедическому словарю Брокгауза и Ефрона» в селе проживало 3119 человек (в основном азербайджанцев, названных в словаре «адербейджанскими татарами»). Согласно «Кавказскому календарю на 1908 год», село состояло из двух частей: азербайджанской (в источнике «татарской»), в которой жило 3368 азербайджанцев (в источнике «татар»), и армянской — 1208 армян.

## Известные уроженцы
- Лазарь Джахкеци — армянский богослов и философ XVII века.
- Акперов, Газанфар Кулам оглы (1917—1944) — Герой Советского Союза.
- Ибрагимов, Вагиф Рза оглы — азербайджанский математик, Заслуженный учитель Азербайджана.
- Новрузов, Сиявуш Дунямалы оглы — азербайджанский общественный и политический деятель.
- Овакимян, Гайк Бадалович (1898—1967) — советский разведчик, генерал-майор МГБ.
- Агасян, Варсеник Григорьевич[арм.] (15.07.1898 —17.10.1974) — армянская поэтесса, драматург, переводчик, член Союза писателей СССР.
- Шапан-Гюлян, Степанос[арм.] (14.02.1861 —28.04.1928) — общественно-политический деятель, публицист.